# Come Together (песня Primal Scream)
«Come Together» — песня шотландской рок-группы Primal Scream, выпущенная в августе 1990 года вторым синглом с их третьего студийного альбома Screamadelica (1991). Песня добралась до 26-й позиции UK Singles Chart. Сингл-версии песни, сведённые Терри Фарли, радикально отличаются от альбомных версий, сведённых Эндрю Уэзероллом. В то время как микс Фарли придерживается структуры стандартной поп-песни, расширенный альбомный микс Уэзеролла в большей степени вдохновлён хаус-музыкой и даб-миксами, на нём отсутствуют вокальные партии Бобби Гиллеспи. В США сингл был выпущен на двойной стороне «А» вместе с предыдущим синглом группы, «Loaded».

## Список композиций
Все песни написаны Боббом Гиллеспи, Эндрю Иннесом, Робертом Янгом, кроме особо отмеченных
UK 12" (Creation)
1. «Come Together (12» Farley Mix)" — 8:02
2. «Come Together (12» Weatherall Mix)" — 10:12

UK CD" (Creation)
1. «Come Together (7» Farley Mix)" — 4:23
2. «Come Together (12» Weatherall Mix)" — 10:12

UK 7 and cassette" (Creation)
1. «Come Together (7» Farley Mix)" — 4:23
2. «Come Together (7» Weatherall Mix)" — 4:45

US 12" and CD (Sire)
1. «Come Together (7» Farley Mix)" — 4:23
2. «Loaded (7» Mix) — 4:15
3. «Come Together (12» Farley Mix)" — 8:02
4. «Loaded (12» Mix) — 7:01
5. «I’m Losing More Than I’ll Ever Have» — 4:33
6. «Ramblin' Rose (Live NYC)» (Fred Burch, Marijohn Wilkin) — 2:25
7. "Loaded (Farley Mix) — 5:56

## Хит-парады
| Хит-парад (1990)                | Высшая позиция |
| ------------------------------- | -------------- |
| Великобритания (OCC UK Singles) | 26             |